# Пріпоаре (Вилча)
Пріпоаре (рум. Pripoare) — село у повіті Вилча в Румунії. Входить до складу комуни Перішань.
Село розташоване на відстані 167 км на північний захід від Бухареста, 28 км на північ від Римніку-Вилчі, 124 км на північ від Крайови, 99 км на захід від Брашова.

## Населення
За даними перепису населення 2002 року у селі проживали 304 особи, усі — румуни. Усі жителі села рідною мовою назвали румунську.